# レイチェル・フェアバンクス
レイチェル・フェアバンクス（Rachel Fairbanks、2003年7月5日 - ）は、アメリカ合衆国の女子バレーボール選手。アメリカ代表。

## 来歴

### クラブチーム
カリフォルニア州タスティン出身。ピッツバーグ大学へ進学し、NCAA女子バレーボール選手権では4年連続でベスト4入りを果たし、2024年大会ではベストセッター賞を受賞した。また、AVCAオールアメリカンに3回選出され、2023年と2024年にはファーストチームオールアメリカンに選出された。2024/25シーズンより新設されたLOVBに参戦することが発表され、アトランタ所属となった。

### 代表チーム
アンダーカテゴリーの代表として2022年、U-21パンアメリカンカップに出場し金メダルを獲得した。2023年、U-21パンアメリカンカップ出場し2大会連続で金メダルを獲得し、自身はベストセッター賞を受賞した。2025年、シニア代表に初選出された。

## 受賞歴
- 2023年 - U-21パンアメリカンカップ ベストセッター賞
- 2024年 - NCAA女子バレーボール選手権 ベストセッター賞

## 所属クラブ
- ピッツバーグ大学（2021-2025年）
- LOVBアトランタ（2024年-）